# Șimnicu de Sus
Șimnicu de Sus – wieś w Rumunii, w okręgu Dolj, w gminie Șimnicu de Sus. W 2011 roku liczyła 238 mieszkańców.